# Swentibold (lied)
Swentibold is een nummer van de Belgische band Clouseau. Het nummer werd in 1995 uitgebracht op een single, met het nummer Gina op de B-zijde.
De naam van het nummer zou afkomstig zijn van het wegbord met de naam Swentibold in de Nederlandse provincie Limburg.
Zie ook Land van Zwentibold.